# Sybra surigaonis
Sybra surigaonis är en skalbaggsart som beskrevs av Stefan von Breuning 1943. Sybra surigaonis ingår i släktet Sybra och familjen långhorningar.
Artens utbredningsområde är Filippinerna. Inga underarter finns listade i Catalogue of Life.